# 鈴木家住宅 (川島町)
鈴木家住宅（すずきけじゅうたく）は、埼玉県比企郡川島町にある歴史的建造物（古民家）。

## 概要
鈴木家住宅は、江戸時代に宮前村（現川島町宮前）の名主を務めた旧家、鈴木家の住まいであり、川島町のほぼ中心部に位置する。
日興證券の創業者である遠山元一の母、遠山美以や、ベルリンオリンピック出場選手である鈴木聞多の生家である。

## 文化財
以下の物件が、外観や意匠に建築当時の時代性や地方色を表す特徴が見られ、当地の近世上層農家の好例と言えることから、「国土の歴史的景観に寄与しているもの」に該当するとして、2016年（平成28年）11月29日に国の登録有形文化財に登録された。
- 鈴木家住宅主屋[4]
  - 構造・形式:木造平屋一部2階建、茅葺、建築面積207平方メートル
  - 年代:江戸時代中期（1661年～1751年）、1855年（安政2年）に増築
- 鈴木家住宅土蔵[5]
  - 構造・形式:土蔵造2階建、瓦葺、建築面積40平方メートル
  - 年代:1877年（明治10年）頃